# Horst Thoma
Horst Thoma (* 25. September 1958; † 8. Februar 2018) war ein Schweizer Fussballspieler.

## Karriere
Thoma begann seine Karriere bei den Junioren des FC Niederurnen. 1974 wechselte er zum FC Zürich. Er spielte während der sieben Spielsaisons beim FC Zürich insgesamt zwei Pflichtspiele (ein Spiel im Schweizer Cup und ein Spiel im Europacup), erzielte dabei jedoch kein Tor. Das Europacup-Spiel fand am 24. Juni 1978 in Tel Aviv gegen Maccabi Tel Aviv statt, welches der FC Zürich mit 2:0 gewinnen konnte. 1981 wechselte er für eine Saison zum FC Nordstern Basel, bevor er anschliessend zum FC Niederurnen zurückkehrte. 1985 wechselte er zum FC Glarus. Er stand in der Startelf des FC Glarus, als dieser im NLB-Spiel am 13. August 1988 (Saison 1988/89) den FC Basel im Stadion St. Jakob mit 2:1 besiegte.